# Regesto sublacense
Il cartulario di Subiaco, meglio noto come Regesto sublacense, è un registro manoscritto risalente al Medioevo centrale e contenente una raccolta di trascrizioni di documenti provenienti dal monastero di Santa Scolastica di Subiaco. Redatto in due fasi, rispettivamente al termine dell'XI e alla fine del XII secolo, contiene le copie di 216 documenti risalenti in massima parte al periodo compreso tra il IX e il XII secolo. Il manoscritto originale è conservato presso la Biblioteca statale di Santa Scolastica.

## Storia
Sulle origini storiche del Regesto sublacense non disponiamo di molte informazioni. Sulla base della datazione dei documenti contenuti nel manoscritto, è possibile però stabilire un terminus ante quem per entrambe le fasi di stesura. La prima e principale redazione avvenne, come già citato, verso la fine dell'XI secolo. Questa fase, a cui risale la grande maggioranza dei documenti, non avvenne prima del 1064, anno dell'ultimo testo risalente a questa prima trascrizione. In seguito, ebbe luogo la seconda fase di stesura, che comportò l'abrasione di una parte dei documenti copiati in precedenza ed è pertanto facilmente identificabile all'interno del manoscritto. Questa redazione, molto minoritaria in termini quantitativi, avvenne sicuramente dopo il 1192, anno dell'ultimo documento trascritto nel regesto.
Il cartulario fu di conseguenza scritto da almeno due mani, ma non ci è pervenuto il nome di nessuno degli autori. Ciò differenzia il Regesto sublacense dal più ampio regesto dell'abbazia di Farfa, redatto da Gregorio di Catino nella stessa epoca storica. Il manoscritto venne poi studiato e pubblicato in forma di edizione critica da Leone Allodi e Guido Levi nel 1885. Questa rimane ancora oggi l'unica edizione critica del Regesto sublacense nella sua interezza.

## Supporto
Nella sua forma attuale, il manoscritto si presenta come una serie di pergamene rilegate con cartoni ricoperti di pergamena e dorso di cuoio. Tale rilegatura, che non risale al Medioevo, venne effettuata nel XVII secolo e comportò il danneggiamento di parte del contenuto. Poiché i fogli sono numerati, è stato possibile determinare che una parte delle pergamene debbano essere andate perdute prima di quest'ultima rilegatura.

## Contenuto
Come già ricordato, il Regesto sublacense contiene complessivamente 216 documenti. Tutti i testi sono in lingua latina, ad eccezione di una breve elenco in lingua greca, relativo ai possedimenti del monastero di Sant'Erasmo al Monte Celio. Tale monastero, situato all'interno della città di Roma, era all'epoca strettamente legato a quello di Subiaco e rappresentava anche un luogo sicuro dove rifugiarsi all'interno delle Mura Aureliane in caso di invasioni e scorribande. Questo spiega perché diversi dei documenti copiati nel regesto, in particolare quelli più antichi, provengano proprio da Sant'Erasmo.
Benché la grande maggioranza dei documenti sia datata, la cronologia dei testi non è priva di controversie. Il documento più antico del regesto è una donazione attribuita al patrizio romano Narsio e datata al 3 agosto 369. Il secondo più antico è invece una donazione attribuita a Papa Gregorio Magno e datata al 28 giugno 594. Gli stessi Allodi e Levi riconobbero la problematicità di entrambe queste datazioni, quasi sicuramente errate. A sostegno di questa tesi va detto che questi documenti non facevano parte della prima stesura del regesto.
Per quanto riguarda la tipologia di documenti presenti all'interno del cartulario, questi sono principalmente contratti privati relativi all'affitto, alla compravendita e alla donazione di immobili e terreni in diverse aree del Lazio, tra cui la zona stessa di Subiaco, l'area urbana di Roma, l'Agro Romano, le saline di Ostia e le diocesi di Tivoli, Anagni, Palestrina e Albano Laziale. Vi si trovano, inoltre, la serie dei privilegi papali ottenuti dal monastero nel corso della sua lunga storia, un diploma imperiale di Ottone I e alcuni tra verbali e sentenze di processi.
Come fu giustamente notato già dagli autori dell'edizione critica, i documenti non sono in ordine cronologico e non seguono alcun criterio preciso. Si può notare, però, che i privilegi papali e il diploma imperiale di Ottone I si trovano quasi tutti all'inizio del manoscritto, mentre c'è una tendenza a raggruppare i contratti sulla base della loro provenienza geografica.